# 고노에 후미마로
고노에 후미마로(일본어: 近衛文麿, 1891년 10월 12일~1945년 12월 16일)는 섭가 고노에가 출신의 일본 정치인·공작, 제34·38·39대 일본 내각총리대신을 지냈다.

## 초기 이력
고노에 후미마로는 공작 고노에 아쓰마로의 아들로서 도쿄에서 태어났다. 그 가문인 고노에가는 일본의 명문가 후지와라씨의 분파였으며 후미마로 본인은 고요제이 천황의 12대손이었다. 고요제이의 제4황자 니노미야(후의 고노에 노부히로)가 고노에 노부타다의 양자로 입적되었기 때문이다. 어머니 엔코(衍子) 또한 옛 가가번 마에다 후작가의 마에다 요시야스(前田慶寧) 후작의 셋째 딸로서 부모가 모두 명문가 출신이었다. 그러나 어머니는 요절했고, 아버지 아쓰마로는 전처의 동생과 재혼하여, 후미마로는 이모인 계모 밑에서 자라났다. 아쓰마로 또한 41세의 나이로 요절하여 후미마로는 12세에 작위를 승계하고 가문의 당주가 되었다.
부모를 잃었으나, 매우 총명했던 고노에를 같은 명문가 출신 정치인이었던 사이온지 긴모치가 어여삐 여겨 후견인이 되었고, 사이온지가 해외에 외교사절로 파견될 때, 고노에를 대동하기도 하였다. 사실 사이온지는 후미마로의 아버지인 아쓰마로와는 정치 노선을 달리하는 입장이었다.
고노에는 다른 귀족자제와 마찬가지로 가쿠슈인에서 입학했으나, 가쿠슈인의 고등과로 진학하지 않고 당시 최고의 명문고였던 도쿄 제일고에 입학시험을 쳐서 들어갔다. 이후 도쿄 제국 대학에 입학해 철학을 공부하다가 교토 제국 대학의 법학부로 전학하여 졸업하였다. 이때 사회주의에 잠시 관심을 갖기도 하였다.

## 정계 진출
고노에는 25세가 되던 해에 세습 공작으로서 상원의원 격인 귀족원 의원이 되었다. 1927년 정당격인 화요회(火曜会)를 결성하여 귀족원에서 정치적 기반을 확충하였고, 서구지향적이었던 사이온지의 노선을 떠나 귀족원 내의 신진세력의 중심인물이 되었다.
그는 명문 귀족 출신에 수려한 용모의 귀공자로서, 특히 제1차 세계대전 이후, 영미에 협조적인 일본의 외교정책을 반대하여 대중적인 인기를 얻었고, 이 당시부터 미래 수상감으로 지목되기 시작하였다. 그리하여 1933년 귀족원 의장으로 선출되었다.
1936년 2.26 사건이후 오카다 게이스케 수상의 후임으로서 지목받기도 하지만, 그는 건강상 이유를 들어 고사하였다. 실제로는 그에게 동정적이었던 황도파가 2.26사건의 주모자로 대거 숙청되어 수상으로서 지지기반 상실을 우려했기 때문이었다고 한다.

## 수상 취임

### 제1차 고노에 내각과 중일 전쟁의 발발
1937년 6월 원로였던 사이온지 긴모치의 추천으로 수상에 취임하였다. 그는 취임하자마자 국민 융화의 제스처로 치안유지법에 의해 체포되었던 공산당원과, 2.26 사건에 연루된 복역자들을 사면하려고 했으나, 사이온지 긴모치가 특히 2.26 사건에 연루되었던 아라키 사다오의 사면에 반대하여 실행에 옮기지 못했다.
7월 7일 루거우차오 사건이 벌어져 중일 전쟁이 발발하였다. 7월 9일에 각의에서는 불확대 방침을 결정하였고, 중일간에 정전 협정이 체결되었으나, 전쟁은 계속 확대되었다. 이후 각의에서는 육군의 요구로 계속 전비에 필요한 예비비 지출을 승인하였다. 이후 고노에는 특사 미야자키 류스케(宮崎龍介)를 중국에 파견하여 평화협정을 체결하려고 하였지만, 호전적인 육군이 헌병을 동원하여 특사를 체포하여 이것은 좌절되었다.
8월 9일 상하이 사변이 발발하였고, 이에 대항하여 중국 전선에 병력을 증파하기로 결정하였다. 8월 17일에는 불확대방침을 포기하는 각의의 결정이 내려져서 중국과 전면전을 벌이게 되었다. 12월 13일에는 난징 공략작전이 시작되었고, 이후 난징이 함락되자 일본군이 민간인과 항복한 포로를 학살하는 난징 대학살이 벌어졌다.
이후 일본은 국가총동원법과 전력국가관리법을 입법하면서 전시체제화되었고, 3년후에는 나치 독일의 폴크스슐레(Volksschule)를 모방한 국민학교령을 발표하면서 일본은 점점 파시즘화, 전체주의화로 치달았다.
한편 1939년 1월 5일, 제1차 고노에 내각은 총사퇴하였다.

### 제2차 고노에 내각과 전선의 확대
고노에 이후 수상을 계승한 것은 전 추밀원 의장인 히라누마 기이치로였으나, 히라누마 내각은 고노에 내각의 주요 각료들을 대부분 포함하고 있었다.
8월 23일 독소 불가침 조약이 체결되었는데, 소련에 대항하여 나치 독일과 동맹에 힘을 기울이던 히라누마 내각은 이에 충격을 받고 사퇴하였다. 이후 9월 1일 나치 독일이 폴란드를 침공하고, 영국과 프랑스가 독일에 선전포고를 하여 제2차 세계대전이 본격적으로 발발하였다.
히라누마의 후임으로 육군 대장 출신인 아베 노부유키와 해군 출신 요나이 미쓰마사가 잠시 수상을 맡았다. 고노에는 그 동안 집권보다는 나치 독일이나 소비에트 연방과 같은 일당제 국가의 집권당을 모델로 한 신당을 구상하는데 전념하였다. 대외 온건파였던 해군 대장 출신 요나이는 "나치 독일 - 이탈리아 왕국 - 일본 제국"의 삼국동맹을 강하게 반대했고, 육군은 이를 못마땅하게 여겨 육군 대신을 사임시키는 방법으로 내각을 붕괴시켰다. 다시 고노에는 "동아시아의 신질서"를 내각의 기치로 하여 전면에 나서 1940년 7월 수상에 취임하였다. 사이온지는 삼국동맹에 반대하였기 때문에 고노에를 수상으로 추천하는 것을 거절했다.
고노에 내각은 이때부터 대동아공영권의 건설을 모토로 신체제 운동을 전개하였다. 그리하여 모든 정당을 해산시키고 의회민주주의를 폐지하였다. 10월 12일 일당국가를 모토로 하는 독재정당인 대정익찬회가 창당되어 고노에가 당수에 취임하였다.
한편 1940년 9월 23일 독일에게 프랑스가 패퇴한 이후, 일본군은 프랑스령 인도차이나의 북부를 점령하였고, 이 해 9월 27일에는 독일-이탈리아와 함께 삼국동맹을 체결하였다. 그리고 1941년 4월 13일에는 소련-일본 중립조약이 체결되었다. 이해 6월 22일 독소 전쟁이 발발하였다. 이때 삼국동맹에 의거하여 소련 공격을 주장하는 육군과, 자원 확보를 위한 남방 진출을 주장하는 해군이 대립하였다. 한편 미국은 일본이 인도차이나를 점령하자 경제 제제를 가해 특히 석유를 금수하였다. 이런 정세의 변화때문에 1941년 7월 18일 고노에 내각은 총사퇴하였다.

### 제3차 고노에 내각과 대미개전
제2차 고노에 내각이 사직한 바로 그날 제3차 고노에 내각이 조직되었다. 이것은 사실상 소련과의 전쟁을 주장한 마쓰오카 요스케 외상을 경질하기 위한 것이었다. 마쓰오카의 후임에는 남방 진출을 주장하는 도요다 데이지로 해군 대장이 임명되었다. 1941년 7월 23일에 일본군은 나치독일에 항복한 프랑스의 권익을 탈취하기 위해 인도차이나 남부에 진격하여 사이공에 입성하였다. 그러나 이것은 미국과의 마찰을 더욱 심화시켰다.
9월 6일 어전 회의가 열려서 10월 중순까지 미국과 영국과 협상을 하고, 그 때까지 결론이 나지 않으면 영미와 전쟁을 하겠다는 "제국국책수행요강"을 채택하였다. 고노에는 이후 조지프 그루(Joseph Grew) 주일 미국 대사를 만나서 미국과의 협상을 위해 미일 양국 정상회담을 미국측에 요청했으나 미국의 국무성은 후에 이를 거부하였다.
10월 중순 일본 측이 내정한 외교적 협상시한을 넘기자, 고노에는 미국을 상대로한 전쟁에는 본인은 자신이 없다고 말하며 수상을 사임하여 10월 18일 내각은 총사직하였다. 그리하여 육군 대신이었던 도조 히데키가 후임 수상에 취임하여 태평양 전쟁의 개전을 이끌었다.

## 종전 공작
1941년 12월 8일 태평양 전쟁이 개전한 이후, 고노에는 야인으로 있으면서 요시다 시게루와 함께 영미와 화평교섭을 추진하기도 하였다. 그러나 이것은 수상인 도조 히데키의 방해로 좌절되었다. 고노에는 1944년 패전을 이미 염두에 두고 있었으며, 1945년 2월 쇼와 천황에게 상주문을 내어 국체수호를 위하여 조기 평화교섭에 임할 것을 상신하였다. 그러나 이것은 천황에게 거부되었다.
전국이 악화되자 고노에는 독자적으로 소련을 통한 평화협상을 기도하였다. 이것은 모든 해외영토와 류큐 열도, 오가사와라 제도, 쿠릴 열도를 포기하고 노동력으로서 일본군 장병을 제공하려는 것이었다. 고노에는 이를 위해 모스크바를 방문하려고 했으나 소련은 이를 거절하였다.

## 정계 복귀와 전범 용의, 그리고 자살
1945년 8월 15일, 일본이 항복하고 히가시쿠니 나루히코 내각이 성립되면서 고노에는 다시 국무대신으로 입각하였다. 10월 4일 고노에는 더글러스 맥아더를 방문하여 천황을 중심으로한 귀족세력과 재벌이 독단적인 군부의 개전행위를 막으려 했다고 변명하기도 하였다. 그리하여 미군정이 이들을 제거한다면 일본은 공산화가 될 것이라고 강변하였다. 맥아더는 이를 긍정하여 고노에에게 일본헌법의 개정작업을 맡기기로 하였다.
그러나 국내외 언론들은 고노에의 전쟁 책임문제를 강하게 제기하여, 맥아더 사령부는 헌법개정에 고노에가 관여하는 것을 중지시켰고, 고노에의 전범혐의를 조사하기 시작하였다. 고노에는 전범 혐의를 피하기 위해 군부에게 책임을 전가하는 기고를 잡지에 하기도 하였다.

중일 전쟁부터 시작하여 내가 저지른 정치적인 실수에 대하여 책임을 통감한다. 그러나 최근의 분위기는 거짓 주장과 오해로 팽배해 있다. 어떤 진실을 말해도 사람들은 거짓말과 변명으로 비난하기 일쑤이다. 자기 주장만 일삼는 이전투구식 혼탁한 싸움에는 더 이상 몸을 맡길 수 없다. 사람들이 나를 믿어주지 않는 한 무슨 말을 더 할 필요가 있겠는가. 언젠가는 나에게 아무런 혐의가 없음을 정의가 밝혀줄 것이라 믿는다.

전쟁에 대한 열광과 증오, 승자의 오만함과 패자의 비굴함, 의도적으로 조작된 루머들, 이런 것들이 소위 여론이란 이름으로 불리고 있다. 나는 신의 법정에 서서 당당한 재판을 받고 싶을 뿐이다. 내가 전범 용의자로 미국인들의 앞에 서서 재판을 받는다는 것은 있을 수 없는 일이다.

중일 전쟁을 야기했다는 책임감 때문에 나는 미국과의 협상을 서둘러 태평양 전쟁을 막으려고 노력했다. 중일 전쟁을 마무리짓는 유일한 방법은 미국과 협정을 체결하는 것이라고 생각하여 협상의 성공을 위해 나의 역량을 다했다. 그런데 이제 미국이 나를 전범 용의자로 취급하려고 하니 유감스럽기 그지없다.

나를 아는 사람들 모두가 내가 열망했던 것이 무엇이었는지 잘 알고 있을 것이라고 믿는다. 미국에도 나를 이해하는 친구들이 있으리라 생각한다.

1945년 12월 6일, 미군정청으로부터 A급 전범 혐의로 조사받는다는 소식을 듣고 스가모 형무소에 출두하라는 명령을 받았다. 그러나 12월 15일 절친한 친구와 함께 저녁을 먹으면서 쇼와 천황에 대한 씁쓸한 감정을 토로했다. 다음날인 12월 16일 새벽, 청산가리를 마시고 자살하였다. "나는 많은 과오를 범해왔으나, 전범으로 재판받는 것은 참을 수 없다"라는 유서를 남겼다.
고노에 묘는 교토의 다이도쿠지에 있다.

## 가족
고노에는 화족의 딸인 모리 지요코와 결혼하여 2남 2녀를 두었다. 차녀 아쓰코(温子)가 낳은 외손자가 후에 1993년 일본의 총리가 되는 호소카와 모리히로이다. 그리고 이외에도 여러 명의 정부(情婦)와 사생아가 있다고 한다.
이복동생 히데마로(秀麿)의 어머니는 후미마로의 외조부 마에다 요시야스의 넷째딸 사다(貞)이다. 히데마로는 일본의 지휘자, 작곡가이다.